# Fábrica Tesla de Fremont
La Fábrica Tesla es una fábrica de automóviles eléctricos de la empresa Tesla Motors. Fue construida por GM hacia 1955. Entre 1984 y 2010 se la conoció como New United Motor Manufacturing, Inc. (NUMMI), una empresa joint venture entre General Motors y Toyota.
La fábrica está situada en el área industrial Este de Fremont, California, entre las autovías interestatales Interstate 880 y la California 680.

## Historia

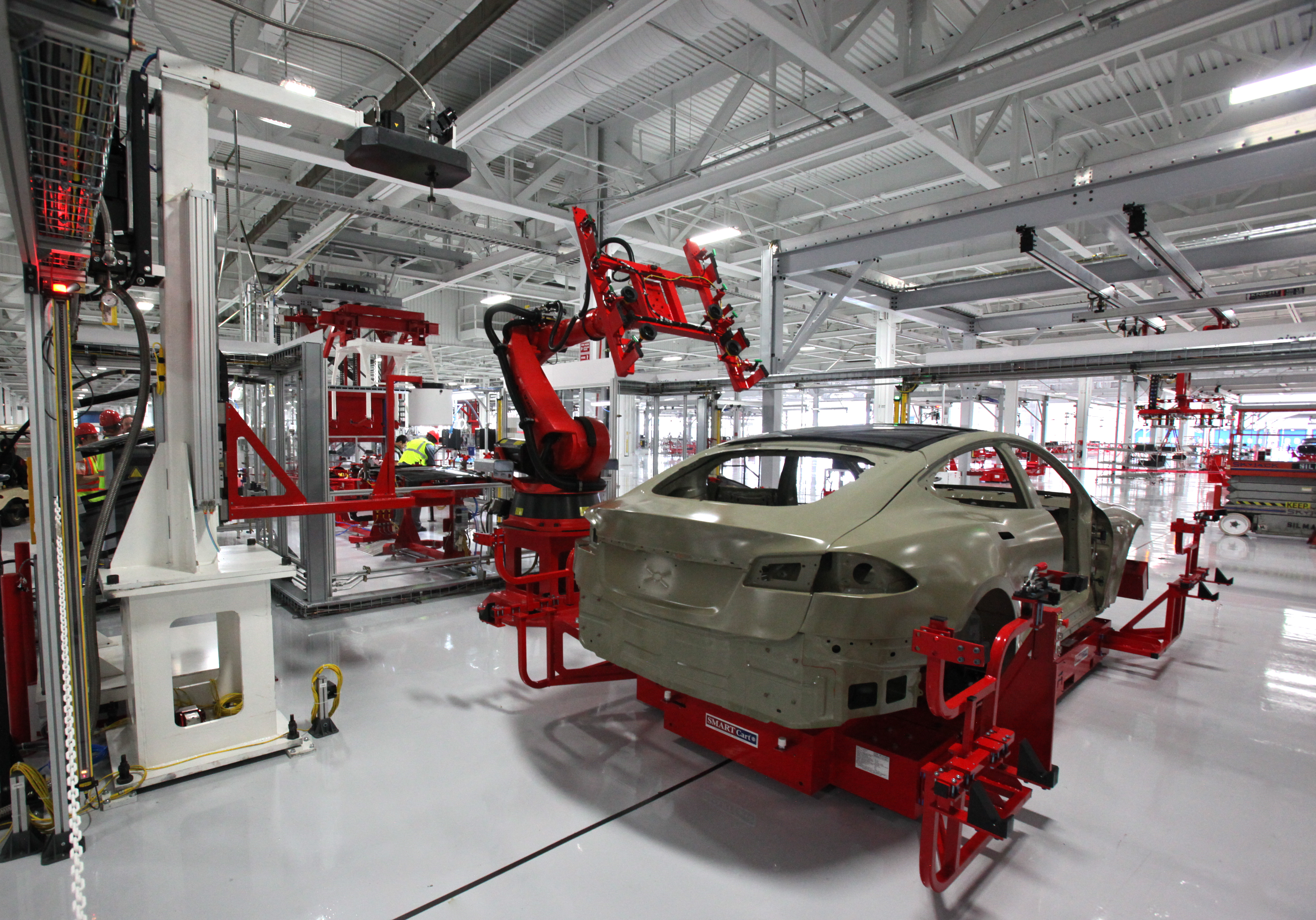
Un Tesla Model S siendo fabricado en la Fábrica Tesla

Hacia 1955 GM construyó la planta de Fremont. La calidad de los vehículos producidos era de las peores debido al alto absentismo, consumo de alcohol y drogas por parte de los empleados.
En 1984 se creó una joint venture entre General Motors y Toyota para fabricar coches de las dos marcas en la planta que pasó a conocerse como NUMMI. Toyota tenía un cupo de vehículos fabricados en Japón para vender en Estados Unidos. Con la entrada de Toyota la calidad de fabricación en la planta pasó de ser de las peores a las mejores de Estados Unidos.
En junio de 2009 GM abandonó la planta y varios meses después Toyota anunció que abandonaría en marzo de 2010.

El 1 de abril de 2010 la planta produjo su último coche, un Toyota Corolla S rojo.
La producción del Toyota Corolla se trasladó a Blue Springs, Misisipi.
Hasta mayo de 2010 NUMMI fabricó una media de 6 000 vehículos a la semana, con un total de casi 7 millones de coches y camionetas.
La East Bay Economic Development Alliance calculó en 2009 que la planta pagaba un salario medio de 65 000 USD, los pagos de nóminas anuales sumaban unos 512 millones de USD anuales. Calculó que la planta NUMMI proporcionaba trabajo a otros 18 800 en unas 1 100 empresas suministradoras en el estado de California, con unas nóminas indirectas de 904 millones de USD. Se calculó que el cierre tendría un efecto entre 30 000 y 50 000 empleos.
Martin Eberhard, CEO de Tesla Motors, tenía planes para establecer una fábrica en Albuquerque, Nuevo México. En 2008 fue expulsado de Tesla Motors y se reconsideraron los planes.
El gobernador de California, Arnold Schwarzenegger, impulsó una serie de incentivos para la fabricación de coches con cero emisiones. La California Alternative Energy and Advanced Transportation Financing Authority creó un programa de exenciones de impuestos en la compra de maquinaria para la fabricación de vehículos de cero emisiones.

En mayo de 2010 Tesla Motors y Toyota anunciaron una colaboración para el desarrollo de vehículos eléctricos, sistemas de producción y soporte de ingeniería. Esto incluía la compra parcial de los edificios de la planta NUMMI por 42 millones de USD.

Tesla Motors tomó posesión de la planta el 19 de octubre de 2010. y la abrió el 27 de octubre de 2010.
La primera entrega de un Tesla Model S tuvo lugar en la Fábrica Tesla el 22 de junio de 2012.

## Instalaciones

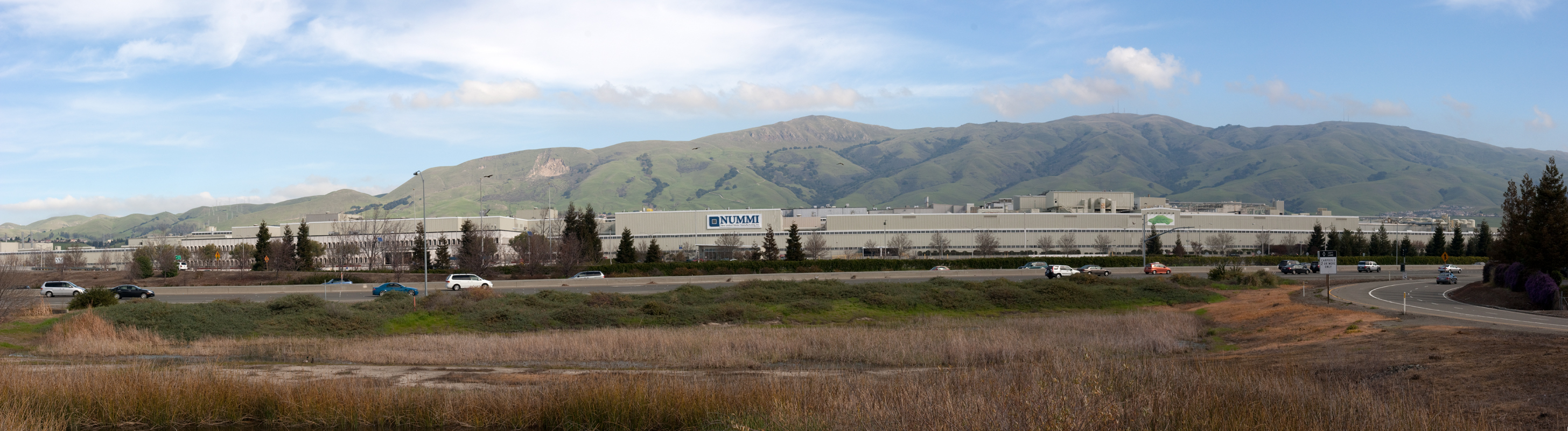
Planta de Tesla en Fremont, California

La mayor parte de los 370 acres (1 497 338 m²) está sin uso. La actividad principal se concentra el edificio principal de 5 500 000 pies cuadrados (510 967 m²) donde se ensamblan los vehículos.
En 2011 Tesla Motors compró con grandes descuentos a NUMMI y Toyota equipos de producción usados por unos 17 millones de USD.
Las paredes y el suelo de la fábrica se pintaron de blanco y se instalaron muchos lucernarios en los techos para conseguir más luz natural.

## Empleados

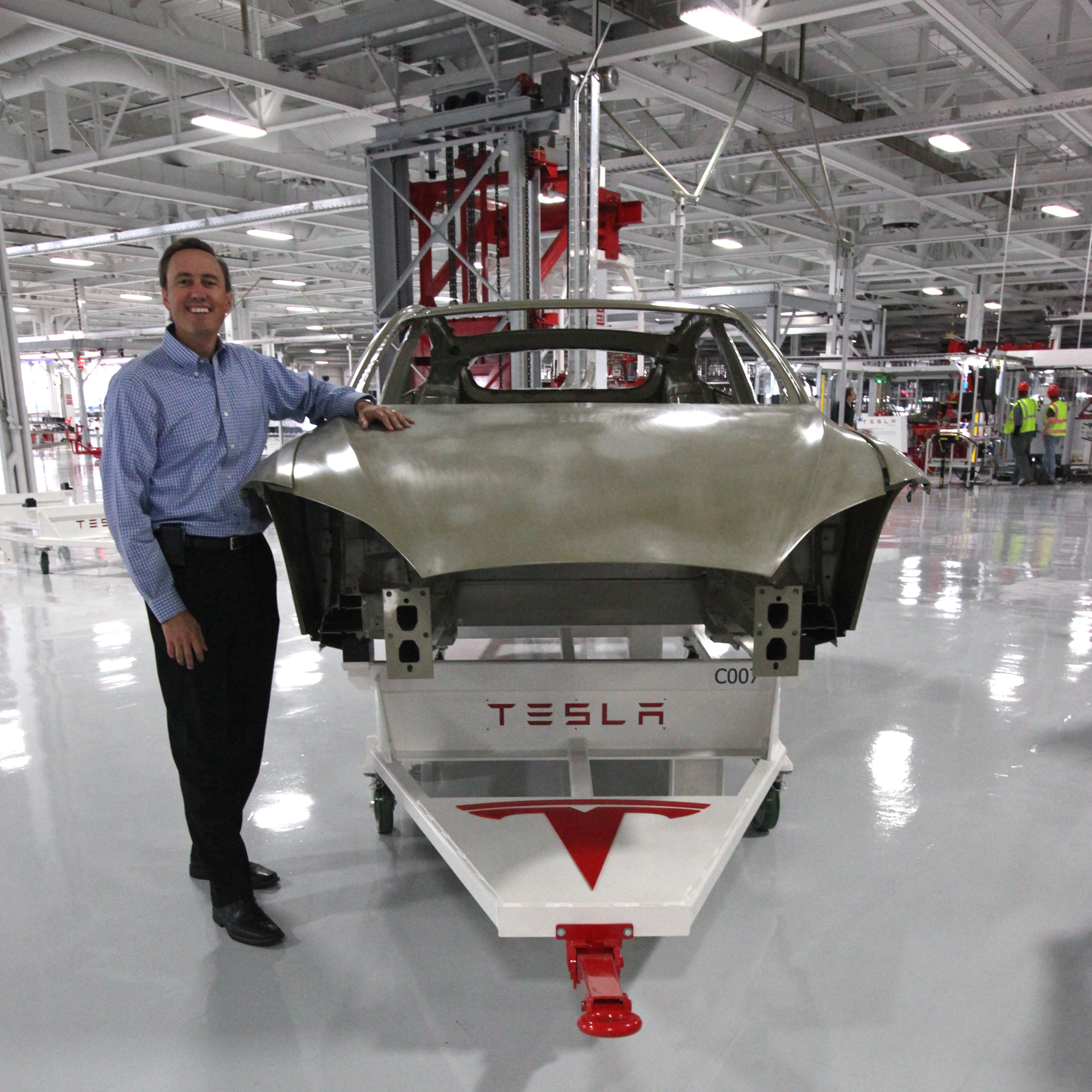
Un Tesla Model S en la fábrica en 2011

La fábrica de GM empleaba 6 800 personas en 1979. En 1983 GM y Toyota empleaban a 2 470 trabajadores.
El 31 de diciembre de 2011 Tesla Motors tenía 1 417 empleados a tiempo completo: 452 en fabricación, 315 en investigación y desarrollo de motores y baterías, 276 en ventas, publicidad, 216 en diseño e ingeniería, 158 en administración. 1 088 estaban ubicados en las oficinas del Norte de California (incluyendo Fremont), 81 en Los Ángeles y 48 en el Reino Unido.
A 31 de diciembre de 2011 ninguno de sus empleados pertenecía a ningún sindicato.
En junio de 2012 Tesla Motors empleaba a más de 2 000 trabajadores.
En enero de 2014 Tesla Motors tenía 6 000 empleados.

## Producción

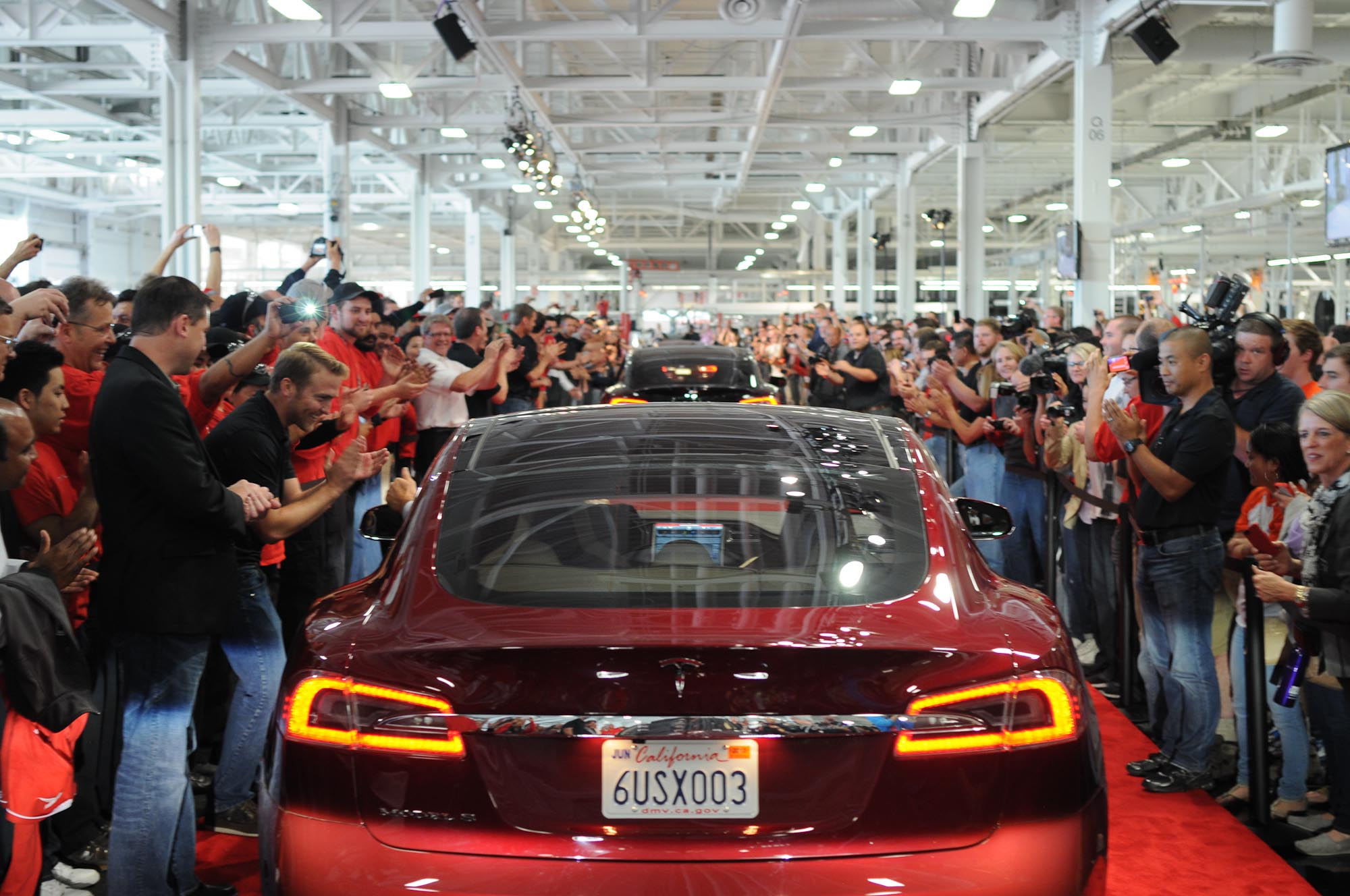
Primera entrega de un Tesla Model S en junio de 2012

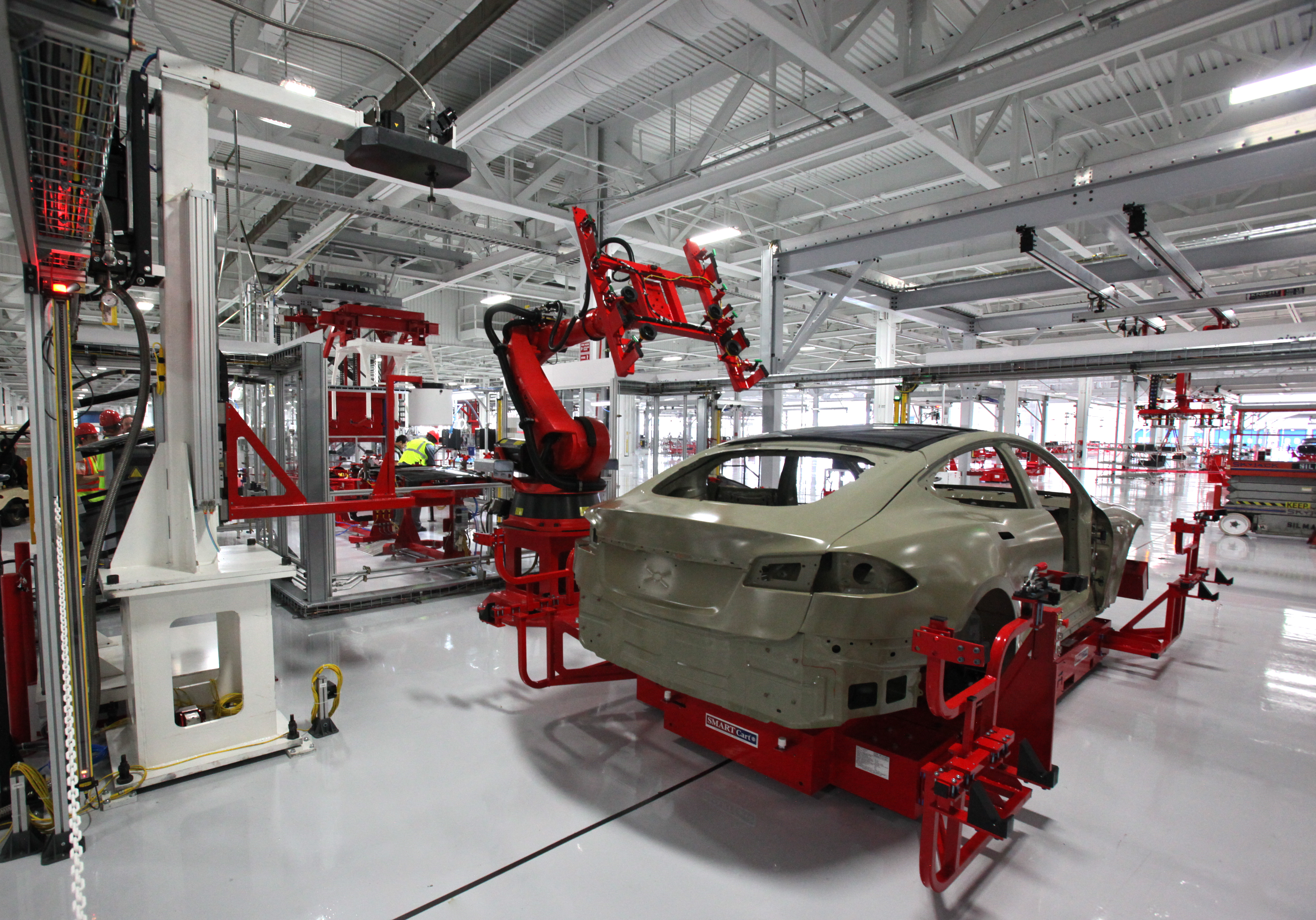
Robots fabricando un Tesla Model S

En la fábrica Tesla Motors realiza el corte y prensado de chapa, la inyección de plástico, el ensamblado de carrocería, la pintura, la fabricación de paquetes de baterías, el montaje final y la prueba de control de calidad.
La mayor parte de las piezas estampadas y de aluminio y más del 90% de las piezas de plástico del Model S se producen en la planta, en esta se fabrican más piezas del Model S que las que se hacían para el Toyota Corolla que se producía anteriormente en la fábrica.
El Tesla Model S tiene más de 2000 piezas que se compran a más de 200 fabricantes externos.
El 22 de junio de 2012 comenzó la producción del Tesla Model S.
En 2012 se produjeron 3 100 unidades.
En 2013 Tesla Motors entregó 22 477 unidades del Tesla Model S.
Hasta el segundo trimestre de 2015 se produjeron 78 334 unidades del Model S.
Tesla Motors tiene la previsión de vender 35 000 unidades en 2014, lo que supondría un incremento del 55% sobre 2013,
En 2015 Tesla Motors fabricará en la planta el Tesla Model X, y en 2017 el Tesla Model III.